# Carl Wuttke

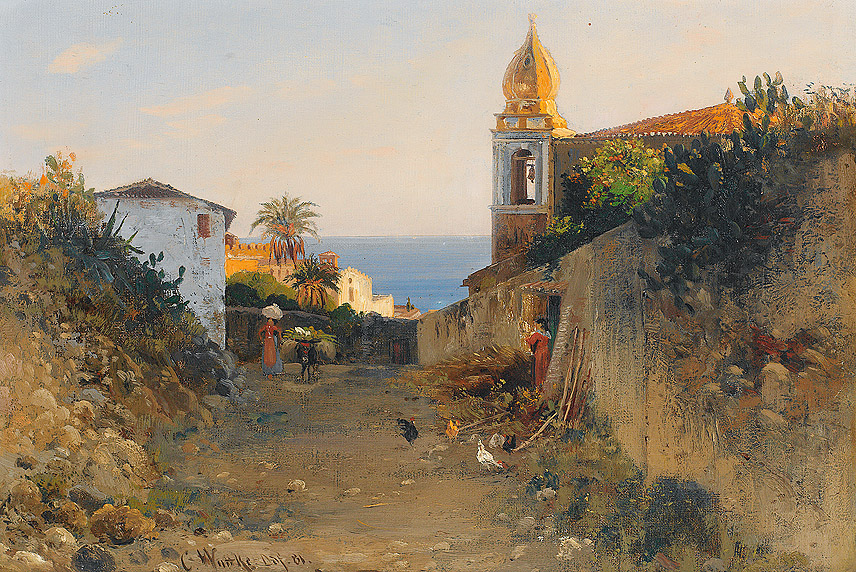
Carl Wuttke: Südliches Städtchen mit Blick auf das Mittelmeer

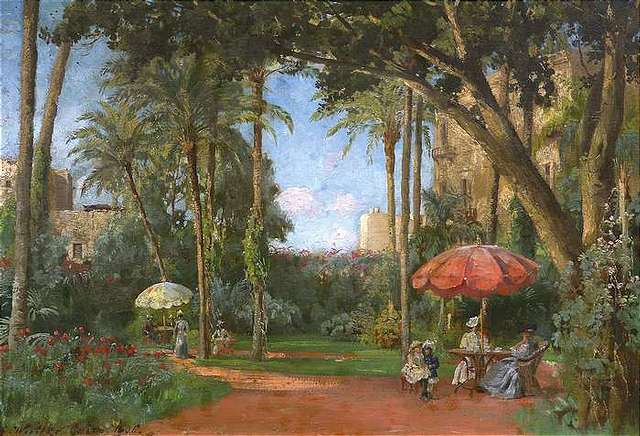
Carl Wuttke: Garten in Kairo, 1906

Carl Wuttke (* 3. Januar 1849 in Trebnitz, Schlesien; † 4. Juli 1927 in München) war ein deutscher Landschafts- und Architekturmaler.

## Leben
Wuttke studierte von 1871 bis 1873 an der Kunstakademie in Berlin, 1873 bei Angelo II. Quaglio (1829–1890) in München und von 1877 bis 1880 bei Eugen Dücker an der Kunstakademie Düsseldorf.  1874 ging er zu Fuß nach Italien, wo er bis 1876 blieb. Später bereiste er vielfach Italien einschließlich Sardinien und Sizilien, wo viele seiner Bilder entstanden. Seit 1885 wohnte er in München.
Seine Reisen führten ihn 1880 nach Andalusien und 1894 nach Norwegen, außerdem besuchte er unterschiedliche Länder Afrikas wie Algerien, Ägypten, den Sudan, den Sinai, und 1893 die USA. Von 1897 bis 1899 unternahm er eine Weltreise, die ihn 1898 nach China und Japan führte. Aus dem Fernen Osten lieferte er Bilder für Kaiser Wilhelm II., die im Silbersaal des Berliner Stadtschlosses aufgehängt wurden.
Seine Landschaften sind oft mit Genreszenen belebt. In den früheren Jahren widmete er sich der Wiedergabe feiner Beleuchtungsnuancen, entwickelte aber auch schon einen Hang zur grellen Buntheit, die sein Werk später mehr bestimmte. Seine Malweise wirkt spontan und flüchtig, ohne dass er sich wie die Secessionisten ganz der Aufgabe der Form überließ, weshalb sein Werk auch zum „vorimpressionistischen Stil“ gerechnet wird.

## Schriften
- Reise-Erinnerungen von Studienfahrten rings um die Erde. München 1914